# Stenolebias
 Stenolebias és un gènere de peixos de la família dels rivúlids i de l'ordre dels ciprinodontiformes.

## Taxonomia
- Stenolebias bellus (Costa, 1995)
- Stenolebias damascenoi (Costa, 1991)[2][3][4][5][6]